# Radar de varredura eletrônica ativa

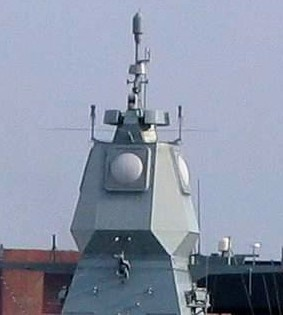

O radar de varredura eletrônica ativa, também conhecido como radar AESA (do inglês: Active Electronically Scanned Array), é um tipo de radar cujo transmissor e receptor são compostos de numerosos módulos independentes.
Um sistema de escaneamento eletrônico ativo (AESA) utiliza um tipo de antena faseada, possuindo vários elementos ativos controlados por computador. Nessa antena, o feixe de ondas de rádio é direcionado para diferentes direções sem necessidade de qualquer movimento mecânico. Cada elemento da antena está ligado individualmente a um pequeno módulo de transmissão / recepção (TRM), que, sob o controle de um computador, executa as funções de transmissão e recepção da antena. Esse sistema se diferencia de uma matriz de varredura eletrônica passiva (PESA), na qual todos os elementos da antena são conectados a um único transmissor/receptor por meio de deslocadores de fase sob o controle do computador. A principal aplicação da tecnologia AESA está no radar, também conhecido como APAR (Active Phase Array Radar).
O sistema AESA possui uma tecnologia de segunda geração mais avançada, sofisticada que a tecnologia PESA original. Os PESAs só podem emitir um único feixe de ondas de rádio em uma única frequência de cada vez. O AESA pode irradiar vários feixes de ondas de rádio em várias frequências simultaneamente. Os radares AESA podem espalhar suas emissões de sinal por uma faixa de frequências mais ampla, o que os torna mais difíceis de serem detectados sobre o ruído de fundo, permitindo que navios e aeronaves irradiem poderosos sinais de radar mantendo a furtividade.